# Wormaldia sumuharana
Wormaldia sumuharana là một loài Trichoptera trong họ Philopotamidae. Chúng phân bố ở miền Cổ bắc.